# Shao Ning
Shao Ning (chiń. 邵宁; ur. 17 lutego 1982 w prowincji Szantung) – chiński judoka. Olimpijczyk z Pekinu 2008, gdzie zajął dwudzieste pierwsze miejsce w kategorii 100 kg.
Siódmy na igrzyskach azjatyckich w 2010. Brązowy medalista mistrzostw Azji w 2009 i igrzysk Azji Wschodniej w 2009 roku.

## Letnie Igrzyska Olimpijskie 2008
| Konkurencja | Walki                         | Klas. końcowa |
| Konkurencja | 1/16                          | Miejsce       |
| ----------- | ----------------------------- | ------------- |
| 100 kg      | Przemysław Matyjaszek (POL) P | XXI           |